# Joonas Korpisalo
Joonas Korpisalo (* 28. April 1994 in Pori) ist ein finnischer Eishockeytorwart, der seit Juni 2024 bei den Boston Bruins in der National Hockey League (NHL) unter Vertrag steht. Zuvor verbrachte er etwa acht Jahre in der Organisation der Columbus Blue Jackets und spielte kurzzeitig für die Los Angeles Kings und Ottawa Senators. Sein Vater Jari Korpisalo war ebenfalls professioneller Eishockeyspieler.

## Karriere

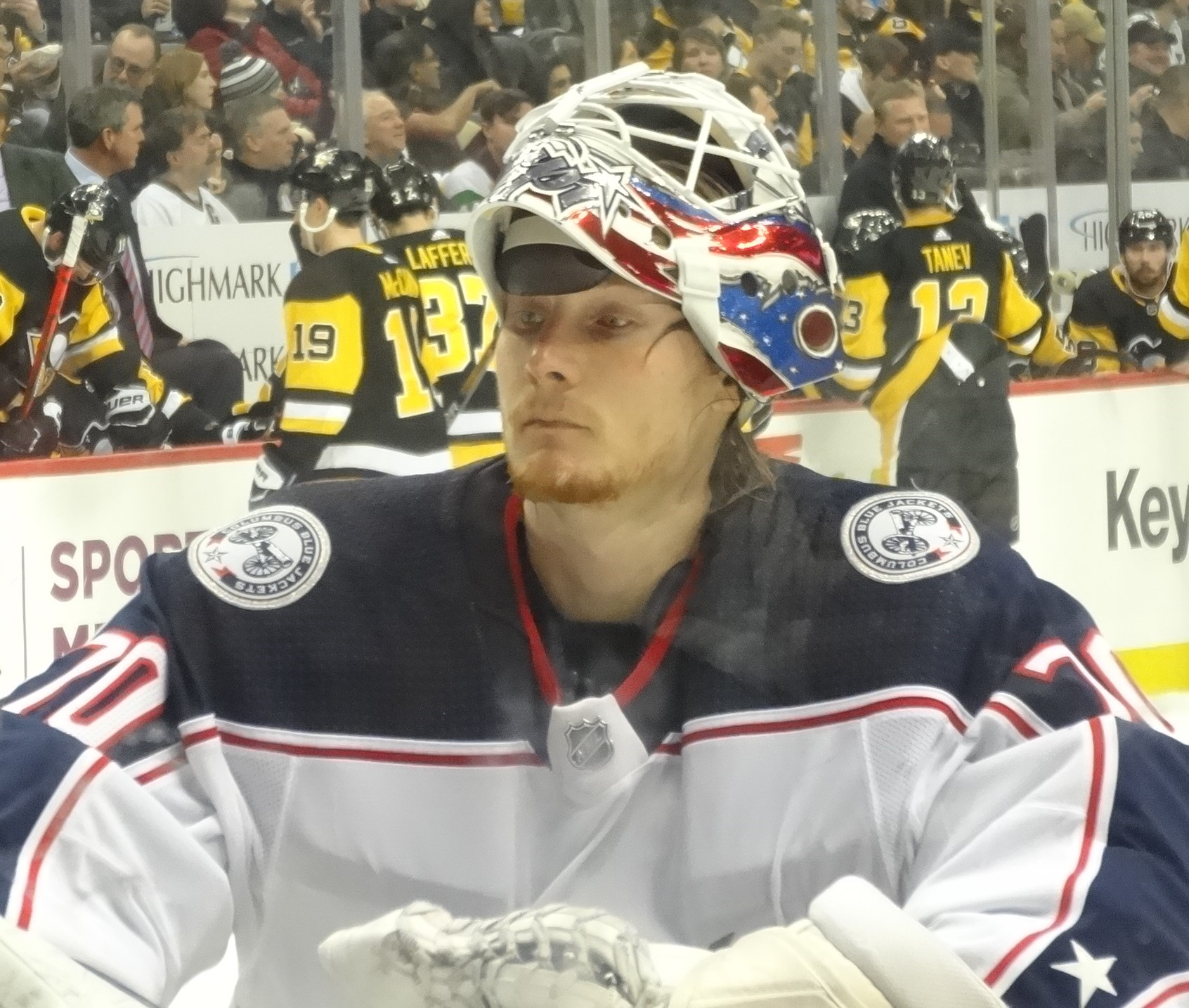
Korpisalo im Trikot der Columbus Blue Jackets (2019)

Korpisalo wurde in Pori geboren, während sein Vater dort in den 1990er-Jahren für Ässät Pori in der SM-liiga spielte. Im Juniorenbereich war er schließlich bis für Karhu-Kissat Helsinki, dem Stammverein seines Vaters, aktiv. Von dort wechselte er zum Lokalrivalen Jokerit Helsinki, wo er in der Saison 2012/13 sein Profidebüt feierte. Zuvor war er beim KHL Junior Draft 2012 von Amur Chabarowsk in der vierten Runde als insgesamt 119. Spieler und beim CHL Import Draft desselben Jahres in der ersten Runde an Position fünf von den Prince George Cougars ausgewählt worden. Beide Klubs verpflichteten ihn jedoch nicht. Nach mehreren Leihgeschäften – unter anderem zu Kiekko-Vantaa, Kisa Lempäälä und Ilves Tampere – verpflichtete Tampere den gelernten Torwart schließlich zur Spielzeit 2014/15 fest, wo er schnell zum Stammkeeper avancierte.
Dennoch pochten die Columbus Blue Jackets, die Korpisalo im NHL Entry Draft 2012 in der dritten Runde an 62. Stelle ausgewählt hatten, auf den bestehenden Vertrag, den sie mit ihm im März 2014 abgeschlossen hatten. Noch vor dem Saisonende in Nordamerika beorderten sie den Schlussmann in ihr Farmteam, den Springfield Falcons, in die American Hockey League. Zur Saison 2015/16 schaffte Korpisalo den Sprung in den Stammkader der Blue Jackets und teilte sich den Torwartposten mit Sergei Bobrowski und Curtis McElhinney. Nach Beendigung der NHL-Saison unterstützte der Torwart das AHL-Farmteam, die Lake Erie Monsters, in den Play-offs um den Calder Cup. Diesen gewann er schließlich in der Finalserie gegen die Hershey Bears mit dem Team.
In der Spielzeit 2018/19 stand Korpisalo erstmals ausschließlich in der NHL auf dem Eis, woraufhin sein auslaufender Vertrag im Sommer 2019 um ein Jahr verlängert wurde. Nach dem gleichzeitigen Weggang von Sergei Bobrowski erhielt er nochmals mehr Einsatzzeit, so hütete er zu etwa gleichen Teilen mit Elvis Merzļikins das Tor. Im Rahmen der anschließenden Stanley-Cup-Playoffs 2020 stellte der Finne einen neuen NHL-Rekord auf. Im ersten Spiel des Conference-Viertelfinals gegen die Tampa Bay Lightning, das die Blue Jackets in der fünften Overtime mit 3:2 verloren, parierte er 85 Schüsse. Damit übertraf er die bisherige Bestmarke von Kelly Hrudey deutlich, der im siebten Spiel des Division-Halbfinals der Playoffs 1987 gegen die Washington Capitals 73 Paraden verzeichnete.
In der Saison 2021/22 verlor Korpisalo seinen Stammplatz an seinen Teamkollegen Elvis Merzļikins und bestritt 22 Partien. Im Februar 2023 gaben ihn die Blue Jackets dann kurz vor der Trade Deadline samt Wladislaw Gawrikow an die Los Angeles Kings ab und erhielten im Gegenzug Jonathan Quick, ein konditionales Erstrunden-Wahlrecht für den NHL Entry Draft 2023 sowie ein Drittrunden-Wahlrecht im NHL Entry Draft 2024. Aus dem Erstrunden-Wahlrecht soll je ein Zweitrunden-Wahlrecht für die Drafts 2023 und 2024 werden, falls die Kings die Playoffs 2023 verpassen, was jedoch nicht geschah.
Am Saisonende wurde sein auslaufender Vertrag in Los Angeles nicht verlängert, sodass er sich im Juli 2023 als Free Agent den Ottawa Senators anschloss. Dort erhielt er einen neuen Fünfjahresvertrag mit einem Gesamtvolumen von 20 Millionen US-Dollar. Bereits nach einem Jahr allerdings gaben ihn die Senators im Juni 2024 samt Mark Kastelic sowie einem Erstrunden-Wahlrecht im NHL Entry Draft 2024 an die Boston Bruins ab und übernahmen dabei weiterhin ein Viertel seines Gehalts. Im Gegenzug wechselte Linus Ullmark in die kanadische Hauptstadt.

### International
Auf internationaler Bühne vertrat Korpisalo sein Heimatland bei der U18-Junioren-Weltmeisterschaft 2012 und der U20-Junioren-Weltmeisterschaft 2013. Des Weiteren gehörte er zum Kader der finnischen Teams beim Europäischen Olympischen Winter-Jugendfestival 2011 und dem Ivan Hlinka Memorial Tournament 2011.

## Erfolge und Auszeichnungen
| - 2010 Finnischer C-Junioren-Meister mit Jokerit - 2012 Finnischer A-Junioren-Vizemeister mit Jokerit - 2012 Nuorten SM-liiga First All-Star-Team | - 2016 Calder-Cup-Gewinn mit den Lake Erie Monsters - 2020 Teilnahme am NHL All-Star Game (verletzungsbedingte Absage) |

### International
- 2011 Silbermedaille beim Europäischen Olympischen Winter-Jugendfestival

## Karrierestatistik
Stand: Ende der Saison 2024/25

### International
Vertrat Finnland bei:
- Europäisches Olympisches Winter-Jugendfestival 2011
- Ivan Hlinka Memorial Tournament 2011
- U20-Junioren-Weltmeisterschaft 2013
- Eishockey-Weltmeisterschaft der Herren 2017

(Legende zur Torhüterstatistik: GP oder Sp = Spiele insgesamt; W oder S = Siege; L oder N = Niederlagen; T oder U oder OT = Unentschieden oder Overtime- bzw. Shootout-Niederlage; Min. = Minuten; SOG oder SaT = Schüsse aufs Tor; GA oder GT = Gegentore; SO = Shutouts; GAA oder GTS = Gegentorschnitt; Sv% oder SVS% = Fangquote; EN = Empty Net Goal; 1 Play-downs/Relegation; Kursiv: Statistik nicht vollständig)